# Arcade Records
Arcade Records war eine niederländisch-britische Schallplattenfirma, die vor allen Dingen durch ihre Kompilationsalben („Sampler“) bekannt geworden ist. Arcade wurde 1972 gegründet. In den 1970ern und frühen 1980ern stand Arcade im Wettbewerb mit K-Tel und anderen Sampler-Plattenlabels.

## Geschichte

### Arcade Records (Großbritannien)
Arcade Records wurde 1972 von Laurence Myers gegründet, einem britischen Musikindustriellen, der in Management und Produktion für einige britische Popkünstler wie zum Beispiel The Animals, David Bowie und den Rolling Stones gearbeitet hatte. Myers gehörte ursprünglich der Gem-Toby Organisation an, die sich vor allem um die Belange von The New Seekers kümmerte, später aber auch weitere Bands managte. Bekannt wurde er vor allem dadurch, dass er 1970 David Bowie zu Gem brachte.
Mitte August 1972 gründete Myers schließlich Arcade Records als reines Kompilationen-Label, das sich als erstes europäisches Label insbesondere durch Fernsehwerbung zu vermarkten versuchte. Die ersten Alben erreichten hohe Chartplatzierungen, was bis dahin keinem Sampler in dieser Form gelang. Alleine das erste Album 20 Fantastic Hits erreichte 1972 Platz 1 der britischen Charts und wurde erst sechs Wochen später von K-Tels-Kompilation 20 Dynamic Hits abgelöst. Insgesamt blieb das Album 24 Wochen in den Charts. Die beiden Fortsetzungen Vol. 2  (November 1972) und Vol. 3 (Mai 1973) erreichten Platz 2 und Platz 3. Im Laufe der Zeit entstanden mehr als 60 Best-Of-Kompilationen.
Das besondere an Arcade Records war, dass die Plattenfirma nicht wie andere Best-Of-Labels wie Hallmark Records oder Music for Pleasure auf Soundalikes und nachgespielte Stücke setzte, sondern immer die Originalinterpreten aufnahm. Hauptkonkurrenten waren K-Tel und Ronco.

### Arcade Benelux
1979 wurde die Plattenfirma  zu Arcade Music Benelux umgeformt. Herman Heinsbroek, der Vizepräsident von CBS Music (Benelux), wurde der neue Leiter des Unternehmens, das nun auf den europäischen Markt drängte. Der Sitz wurde nach Naarden, Niederlande verlegt und es wurden zahlreiche weitere europäische Labels gegründet, unter anderem in Deutschland, Frankreich, Spanien, Italien, Dänemark, Schweden und Norwegen. 1981 hatte das Label einen Umsatz von 50 Millionen US-Dollar.
In den 1980ern kam es zu den ersten Pleiten. Besonders spektakulär war der Niedergang von Arcade Records Deutschland GmbH in Frankfurt. Es handelte sich dabei um das älteste Sublabel, das bereits 1974 von Larry Levene in Frankfurt als Vertriebslabel gegründet wurde. Es besaß weder ein Presswerk, noch hatte es Verträge mit den Künstlern, sondern verkaufte vor allem Lizenzprodukte des britischen Labels. Später kamen auch Lizenzprodukte von deutschen Stars hinzu, unter anderem Best-of-Alben von Udo Lindenberg, Vicky Leandros und Peter Maffay. Zum Teil gelangten diese Alben auch in die deutschen Charts. So erreichte das Best-of Frei sein von Peter Maffay Platz 1 und Die 20 größten Erfolge von Ernst Mosch Platz 5 der deutschen Charts. Das Label machte noch 1981 einen Umsatz von 75 Millionen Deutsche Mark, musste aber ein Jahr später Konkurs anmelden. Für eine einzige Schallplatte schaltete das Label zum Teil 2,5 Millionen Mark Werbung. Schätzungen gingen davon aus, das rund 30 % des Umsatzes wieder in Werbung investiert wurden. Nachdem man mit dieser Geschäftsidee jahrelang erfolgreich war, wurden die Erfolge, auch durch den Druck der Konkurrenten wie Ariola, Teldec und RCA seltener. Das Label hinterließ Schulden in Höhe von 20 Millionen Deutsche Mark.
Dennoch gelang es dem Label bis Mitte der 1990er erfolgreich zu sein und dank ihrer aggressiven Werbekampagne neue Märkte zu erschließen. 1996 wurde das Label jedoch vom niederländischen Zeitungsverlag Wegener aufgekauft und aufgesplittet in mehrere Labels, die voneinander unabhängig waren. Mitte der 1990er veröffentlichte man einige Kompilationen aus dem Bereich Trance und Hardcore Techno, darunter die langlebige und erfolgreiche Thunderdome-Serie. An dieser arbeitete unter anderem der später bekanntgewordene DJ Mental Theo mit.
2000 trennten sich Wegener und Arcade wieder. Arcade wurde als Joint Venture mit Roadrunner Records unter dem Namen Roadrunner Arcade Music Group weitergeführt. Ab 2000 wurden mehrere Alben von Interpreten aus dem Roadrunner-Roster wie Deicide oder Soulfly veröffentlicht, aber auch andere Interpreten wie Axwell und Samuel Fröler veröffentlichten Singles und Alben unter dem Namen Roadrunner Arcade. Dies hielt jedoch nicht lange und Arcade Records verschwand 2001 wieder vom Markt.
2008 belebte CNR Records Arcade Music wieder. Die Mutter firmiert heute unter dem Namen CNR Entertainment und führt das Label als Sublabel. Es dient derzeit als digitale Plattform, die Playlists für Spotify zusammenstellt und alte Kompilationen digital zugänglich macht.

## Diskografie (Auswahl)
Im Laufe der Jahre erschienen über Arcade Records und seine zahlreichen Sublabels mehr als 5000 Kompilationen, so dass hier nur besonders kommerziell erfolgreiche, bedeutsame oder von Interpreten lizenzierte aufgeführt werden. Die Chartsübersicht konzentriert sich auf die Sampler.

### Arcade Records (UK)
- 1972–1973: 20 Fantastic Hits by the Original Artists Vol. 1–3
- 1975: Tommy Steele’s 40 Greatest
- 1975: Jim Reeves – 40 Golden Greats
- 1975: Disco Hits 1975
- 1975: The Best of Roy Orbison
- 1975: Paul Anka & Neil Sedaka – Their 20 Greatest
- 1976: Superstars Tribute to the Beatles
- 1976: Gene Pitney – His 20 Greatest
- 1976: Henry Mancini – 40 Greatest
- 1977: The Best of The Mamas and the Papas
- 1978: Harry Belafonte – His 20 Greatest Hits
- 1979: Peters & Lee – Love and Affection
- 1979: Elvis – The Soundtrack of the Movie (Soundtrack zum Fernsehfilm Elvis – The King)

### Arcade Deutschland
- 1974: Elvis Presley – 40 Greatest Hits
- 1975: Golden Earring – The Best of Golden Earring 10 Years 20 Hits
- 1976: Hit Explosion
- 1976: Hit Machine
- 1977: Rolling Stones – Die 30 größten Hits in Originalaufnahmen
- 1978: Ernst Mosch und seine Original Egerländer Musikanten – Die 20 größten Erfolge
- 1978: Paul Biste – Die 20 schönsten Wanderlieder
- 1978: Orchester Billy Vaughn – Moonlight Melodies (Die 20 schönsten Melodien vom Orchester Billy Vaughn)
- 1978: The Mamas & The Papas – Die 20 schönsten Hits
- 1978: Paul Biste – Ein Männlein steht im Walde (Die 40 schönsten Kinderlieder)
- 1978: Helmut Zacharias – Und die zärtlichste Geige der Welt
- 1978: Nini Rosso – Trumpet Dreams (Die 20 schönsten Melodien mit Nini Rosso)
- 1978: The Kinks – Ihre 20 größten Hits
- 1978: Adamo – Der Troubadour
- 1979: Peter Maffay – Frei Sein – Seine größten Hits
- 1979: Lale Andersen – Hafenträume (Die 20 schönsten Erinnerungen an Lale Andersen)
- 1979: The Beatles – 20 Golden Hits (Originalaufnahmen)
- 1979: Jim Reeves – The One I Love
- 1979: Paul Biste – Waldeslust – Die 20 Schönsten Wald- und Heidelieder
- 1979: Paul Biste – Fröhliche Weihnachten Zuhause
- 1980: Vicky Leandros – Die 20 Schönsten Lieder von Vicky Leandros
- 1980: Cliff Richard – Move It – Seine Besten Songs
- 1980: Die Blödel- und Stimmungshitparade '80
- 1980: Beat Club Super Revival mit Uschi Nerke
- 1980: Hot Chocolate – 20 Greatest Hits
- 1980: The Islanders – Südsee Melodien
- 1980: Udo Lindenberg – Meine Panik – Seine größten Panik Hits
- 1980: Telly Savalas – Sweet Surprise
- 1981: Wiener Philharmoniker & Willi Boskovsky – Der Jahrhundert-Ball
- 1981: Auf gut deutsch (Das Beste aus der deutschen Schlagerszene)
- 1981: Andrea Jürgens – Andrea Jürgens singt die schönsten deutschen Volkslieder
- 1981: Schlager-Gala (Dieter Thomas Heck präsentiert die Top Stars aus dem „Tag Des Deutschen Schlagers“)
- 1981: Mainzelmännchen – Mainzelmännchen's Hitparade
- 1982: Nicole – Ein bißchen Frieden
- 1982: Luis Trenker – Ein Leben für die Berge

### Arcade Benelux
- 1977: Buddy Holly – Zijn 20 Grootste Hits
- 1980: Happy Reggae
- 1980–1987: Woman in Love Vol. 1–8
- 1980: Suzi Quatro – Wild Wild Suzi
- 1980: Diana Ross & The Supremes – Their Greatest Hits
- 1980: Dr. Hook – Greatest Hits
- 1981: The Shadows – Guitar Giants The Fantastic Shadows – The Original Super Hits
- 1981: Smokie – The Very Best Of
- 1981: David Gates and Bread – The Music of David Gates and Bread
- 1981: Ray Charles – The Legend Lives...
- 1981: Smokie – I'll Meet You at Midnight – The Very Best Of Smokie
- 1981–1982: I Love You Because... Volume 1 & 2
- 1982: Frankie Laine – The World of Frankie Laine
- 1982: Timi Yuro – I'm Yours
- 1982: Guy Mitchell – The World of Guy Mitchell
- 1982: Bobby Vinton – The Very Best of Bobby Vinton
- 1982: Johnnie Ray – The World of Johnnie Ray
- 1982–1985: Reihe The Country Collection (unter anderen mit Barbara Mandrell, Oak Ridge Boys und Freddy Fender)
- 1983–1985: Remember The 60's Vol. 1–9
- 1983–1984: Remember The 70's Vol. 1–6
- 1983: Barry White and Love Unlimited – Love Songs
- 1983: Roberta Flack – Love Songs
- 1983: Break Dancing
- 1983: Rondò Veneziano – Venezia 2000
- 1983: The Everly Brothers – Reunion Concert (Recorded Live at the Albert Hall September 23rd 1983)
- 1983: Elvis Presley – Golden Filmhits
- 1984: Mireille Mathieu – Mireille Mathieu Volume 1 & 2
- 1984: Let’s Break
- 1984: The Cats – Het Complete Hit-Album (Volume 2)
- 1984: The Rolling Stones – Rewind (1971–1984)
- 1985:  The Complete Hit-Album (Reihe mit u. a. 10cc, Creedence Clearwater Revival und Status Quo)
- 1985: Imagination – The Best of Imagination
- 1985: Anita Meyer – Anita Meyer
- 1985: Lee Towers – Merry Christmas
- 1985: Vicky Leandros – Eine Nacht in Griechenland
- 1985: Neil Diamond – The Very Best of Neil Diamond
- 1986: Jimi Hendrix – The Legend
- 1986: The Stylistics – Love Songs
- 1986: Nana Mouskouri – Only Love Songsg
- 1986: George Benson – The Love Songs
- 1986: The Manhattans – The Love Songs
- 1986: Earth Wind and Fire – The Very Best of Earth Wind and Fire
- 1986: Santana – The Very Best Of
- 1986: Abba – Live
- 1986: Roy Orbison – The Very Best Of
- 1986: Doris Day – The Most Beautiful Songs
- 1986: Elton John – The Very Best of Elton John
- 1986: The Who – Greatest Hits
- 1986: Eric Clapton – Greatest Hits
- 1986: Ray Charles – The Country Side of Ray Charles
- 1986–1989: Golden Love Songs Volume 1–15
- 1986: 14 Exclusive Popsongs Vol. 1–2
- 1986: Hold Me Tonight – 13 Romantic Popsongs – Volume 1–2
- 1986: The Reunion Jazz Band – Jazz Against Polio
- 1986: Imagination – Trilogy
- 1986: Today's Blues – Vol. 1–4
- 1987: Leonard Bernstein, New York Philharmonic*, George Gershwin, Maurice Ravel – Rhapsody In Blue, Rhapsodie Espagnol, Bolero, La Valse
- 1987: Rappers Delight
- 1987: E.L.O. – All Over The World
- 1987: Andy Borg – Seine größten Erfolge
- 1987: Andy Williams – Christmas With Andy Williams
- 1987: The Original Music From The 50's Volume 1–3
- 1987: Stille Nacht 1–2
- 1987: The Original Music from the 60's Volume 1–3t
- 1987: Steve Miller Band – LIVE!
- 1987: Popol Vuh – Cobra Verde
- 1987: John Carpenter – New-York 1997 (Escape from New-York) (Soundtrack zu Die Klapperschlange)
- 1987: Harry Manfredini – Friday The 13th: Meurtres En 3 Dimensions (Original Motion Picture Soundtrack)
- 1988: Golden Earring – The Very Best of 1965–1988
- 1988: Normaal – 12½ Jaar
- 1988: Rex Gildo – Rex Gildo '88
- 1988: James Brown – Soul Brother Number One
- 1988: Albert West – West & Friends
- 1988–1989: Dance Classics Vol. 1–14
- 1988: Dance ’88 Vol.1 & 2
- 1988: Country Classics Vol. 1–3
- 1988: Gerard Lenorman – Les Plus Grands Succes
- 1988: Aznavour – The Collection Vol. 1 & 2
- 1988: Salut La France 1–3
- 1988: Ute Lemper – Chante Sings Kurt Weill–
- 1989: Ed Starink – Synthesizer Greatest Vol. 1–3
- 1989–1997: Turn Up The Bass Volume 1–25
- 1989: Albert West – 25 Jaar
- 1989: Supertramp – The Very Best of
- 1989: Nino Rota  /  Katyna Ranieri – Chansons Pour Fellini
- 1989–1990: Dance Classics – The Remixes Vol. 1–4
- 1989–1990: The Blues Ballads Vo. 1–4
- 1989: Nancy Sinatra With Frank Sinatra & Lee Hazlewood – Greatest Hits
- 1990: Star Inc. – Once Upon a Time – The Greatest Ennio Morricone Hits
- 1990: Kool & The Gang – The Very Best Of
- 1990: SOS Band – The Very Best Of (1980-1990 A Decade Of Dance Hits)
- 1990: James Bond Themes
- 1990: Bill Withers – The Collection
- 1990: Creedence Clearwater Revival – The Complete Hit-Album 1 & 2
- 1990: Toto Cutugno – 16 Hits
- 1991: Steve Miller Band – Fly Like An Eagle
- 1991: Steve Miller Band – Book of Dreams
- 1991: Steve Miller Band – Abracadabra
- 1991: Steve Miller Band – Italian X-Rays
- 1991: Steve Miller Band – Live
- 1991: Steve Miller Band – Circle of Love
- 1991: Meat Loaf – Paradise by the Dashboardlight (The Very Best Of)
- 1991: Soft Metal Ballads
- 1991: Hugues Aufray – La Terre Est Si Belle!
- 1991: Stars on 45 – The Very Best Of
- 1991: George Benson – Midnight Moods
- 1991: Demis Roussos – Christmas with Demis Roussos
- 1991: Antonello Venditti – Benvenuti in Paradiso
- 1992: Billie Holiday – Me Myself and I
- 1992: La Compagnie Créole – Vive Le Douanier Rousseau!
- 1992: La Compagnie Créole – La Machine a Danser
- 1992: La Compagnie Créole – Cayenne Carnaval
- 1992: Astor Piazzolla – Libertango
- 1992: Golden Earring – The Complete Single Collection Volume 1 & 2
- 1992: Jocelyn Brown – The Best of Jocelyn Brown and Friends
- 1992: Club Arcade Vol. 1–5
- 1992–1994: Techno Trance 1–9
- 1992: André Rieu – Joyeux Noël
- 1992: Heino – Darum ist es am Rhein so schön
- 1992: Manfred Mann’s Earth Band – Blinded by the Light  (The Very Best Of)
- 1992: Commodores – Commodores Hits Vol. I & II
- 1992: Jim Reeves – The Definitive Jim Reeves 1923-1964
- 1992: Astor Piazzolla – Armaguedon (Bande Originale Du Film)
- 1993: Adriano Celentano – Il Ribelle' – The Early Hits
- 1993–1999: Thunderdome I–XXI
- 1993–1994: House Party 1–13
- 1993: Europe – 1982 – 1992
- 1993: John McCook – John McCook Sings Reich und Schön Lovesongs
- 1994–1995: Megadance 1–6
- 1994–1995: Dance Hits RTL Vol. 1–6
- 1994–1995: Yabba-Dabba-Dance! 1–6
- 1994–1996: Top Dance Vol. 1–18
- 1994–1996: Work That Body! 1–4
- 1994: Jean-Christian Michel – Cathédrales de Lumière
- 1994: Technotronic – The Greatest Hits
- 1994: Pussycat featuring Toni Willé – The Collection & More
- 1994: Alan Parsons – Alan Parsons Live
- 1994: Adam Ant – Antmusic – The Very Best of Adam Antmusic
- 1994: Happy Harrdcore 1 & 2
- 1995: Pelle Politibil – Glade Blålys
- 1995: Patricia Paay – Time of My Life
- 1995: The Blue Diamonds – 35 Jaar
- 1995: Ad Visser – Brainsessions
- 1995: Jeane Manson – Dédicacet
- 1995: Eric Charden – Indochine 42
- 1995: Jordy – Récréation
- 1995: Mate Galic – The Original DJ Collection Vol. 1
- 1995: Heintje – Mama '95 (Single)
- 1995: Deix und Die Good Vibrations Band – Musik aus Ameriga
- 1995: Kram Rock (holländische Version von KuschelRock)
- 1995: Uriah Heep – The Very Best Of
- 1995: Mary Black – Looking Back – The Best of Mary Black
- 1995: Mary Black – Circus
- 1995: Gilbert O’Sullivan – The Very Best Of
- 1995–1997: Sonic Mix 1–4
- 1995–1996: Earthquake I–V
- 1995–1998: Happy Rave 1–11
- 1995–1997: Happy Hardcore 1–9
- 1996: Heroes of Hardcore (mit DJ Buzz Fuzz, DJ Weirdo und DJ Lady Dana)
- 1996–1997: Real Hardcore Vol. 1–5
- 1996: Jeane Manson – Country Girl
- 1996: Jeanne Mas – Jeanne Mas & Les Égoïstes
- 1996: Los Pitufos (spanische Version von Die Schlümpfe)
- 1996: Richard Clayderman – Aquarela Duet With Toquinho
- 1996: Los Brincos – Bravo Por Los Brincos
- 1996: Flip Da Scrip – Confusion – The Album
- 1996: André Rieu – Spielt die schönsten Weihnachtslieder
- 1996: André Rieu – Live
- 1996: A Tribute to Queen: Dragon Attack
- 1996: Chicago – The Very Best of Chicago
- 1996: Mystery Land – Live Recorded at Airport Eindhoven, 22nd Of June 1996
- 1996: Dan Lucas – News
- 1996: Pete Tong and Boy George – Dance Nation Part Two
- 1996: Bravo Hits Vol. 1/96
- 1996: Viva Dance
- 1997: Ad Visser – Brainsessions 2
- 1997: Piet Veerman – Mi Vida (My Life)
- 1997: Dr. Martens AirWair (Made Like No Other Shoe On Earth!)
- 1997: Jive Bunny – Best of Jive Bunny
- 1997: Willy DeVille – His Greatest Hits
- 1997: Brincos – World Devil & Body
- 1997: Blowfly – The Best Of Blowfly: The Analthology
- 1997: DJ Quicksilver – Quicksilver
- 1997: Christopher Evans Ironside – Die Rättin
- 1997: DJ Hooligan & Frank Popp – Raveline – Most Wanted Vol. II
- 1997: Nazareth – The Ballads
- 1997: Chicago – The Heart Of Chicago 1967-1997
- 1997: Thunderdome Live Presents Global Hardcore Nation
- 1997: Mystery Land – The Winter Edition
- 1997: Dr. Alban – I Believe
- 1997: John Taylor – Feelings Are Good and Other Lies
- 1998: Dare – Calm Before The Storm
- 1998: Garbo Talks – Garbo Talks
- 1998: Lutricia McNeal – My Side of Town (The U.S. Version)
- 1998: Markoolio – Sticker Hårt
- 1998: Engelbert Humperdinck – The Dance Album
- 1998–1999: Barbie Hits 1 & 2
- 1999: DJ BoBo – Level 6
- 1999: E-17 – Resurrection
- 1999: Lutricia McNeal – Whatcha Been Doing
- 1999: Ian Dury and the Blockheads – Sex&Drugs&Rock'n'Roll (Klubbheads Remix) (Single)
- 1999: Rotterdam Terror Corps – Constrictor
- 1999: Artists for Kosovo – Song For Kosovo (Single)
- 1999: DrMacabre – Paranoid Archives
- 1999: Richard Clayderman – Play Me Your Dreams
- 1999: Eddy Grant – Grant's Greatest
- 1999: Dana Winner – Mein Weg...
- 1999: Chicago – Group Portrait
- 1999: Alan Parsons – The Time Machine
- 1999: Ronnie Tober – Honeymoon Souvenirs

### Roadrunner Arcade Music
Künstler:
- 2000: Soulfly – Primitive
- 2000: Deicide – Insineratehymn
- 2001: Frankie Goes to Hollywood – Twelve Inches
- 2001: Bill Wyman’s Rhythm Kings – Double Bill
- 2001: Shadow Gallery – Legacy
- 2001: Feeder – Swim
- 2001: The Human League – Secrets
- André van Duin
- Axwell
- Bubbles
- The Pusjkins
- Die Schlümpfe (niederländische Version)
- Samuel Fröler

Sampler
- 2000: Hardhouse Explosion
- 2000: Trancemusic.nl
- 2000: Celtic Voices
- 2000: La Bomba 22 Party Hits
- 2000: Dance Classics Vol. 1–15
- 2001: My Name Is Trance 1–5
- 2001: Ibiza Lounge & Grooves
- 2001: 1000 Original Hits 1994–1999